# Markt Piesting
Markt Piesting est une commune autrichienne du district de Wiener Neustadt-Land en Basse-Autriche.